# Geometrie aritmetică

Curba hipereliptică definită de are doar un număr finit de puncte raționale (cum ar fi punctele și) conform teoremei lui Faltings.

În matematică, geometria aritmetică reprezintă aplicarea tehnicilor din geometria algebrică la probleme din teoria numerelor. Geometria aritmetică este centrată în jurul geometriei diofantice, studiul punctelor raționale ale varietăților algebrice.
În termeni mai abstracți, geometria aritmetică poate fi definită ca studiul schemelor de tip finit pe spectrul inelului de întregi algebrici.

## Prezentare generală
Obiectele clasice de interes în geometria aritmetică sunt punctele raționale: mulțimi de soluții ale unui sistem de ecuații polinomiale peste corpuri de numere algebrice, corpuri finite, corpuri p-adice, sau corpuri de funcții, adică corpuri care nu sunt algebric închise excluzând numerele reale. Punctele raționale pot fi caracterizate direct prin funcții de înălțime care măsoară complexitatea lor aritmetică.
Structura varietăților algebrice definite pe corpuri care nu sunt algebric închise a devenit o zonă centrală de interes care a apărut odată cu dezvoltarea abstractă modernă a geometriei algebrice. Peste corpuri finite, coomologia étale oferă invarianți topologici asociați varietăților algebrice. Teoria Hodge p-adică oferă instrumente pentru a examina când proprietățile coomologice ale varietăților peste numerele complexe se extind la cele peste corpurile p-adice.

## Istorie

### Secolul al XIX-lea: geometria aritmetică timpurie
La începutul secolului al XIX-lea, Carl Friedrich Gauss a observat că există soluții întregi nenule pentru ecuații polinomiale omogene cu coeficienți raționali dacă există soluții raționale nenule.
În anii 1850, Leopold Kronecker a formulat teorema Kronecker-Weber, a introdus teoria divizorilor și a făcut numeroase alte conexiuni între teoria numerelor și algebră. Apoi a conjecturat „liebster Jugendtraum” („cel mai drag vis al tinereții”), o generalizare care a fost prezentată ulterior de Hilbert într-o formă modificată drept a douăsprezecea problemă a sa, care conturează un obiectiv ca teoria numerelor să funcționeze numai cu inele care sunt câturi de inele de polinoame peste numere întregi.

### Prima jumătate a secolului al XX-lea: dezvoltări algebrice și conjecturile lui Weil
La sfârșitul anilor 1920, André Weil a demonstrat legături profunde între geometria algebrică și teoria numerelor cu lucrarea sa de doctorat ce a condus la teorema Mordell-Weil, care demonstrează că mulțimea de puncte raționale ale unei varietăți abeliene este un grup abelian finit generat.
Bazele moderne ale geometriei algebrice au fost dezvoltate cu ajutorul algebrei comutative contemporane, inclusiv teoria valuării și teoria idealelor de către Oscar Zariski și alții în anii 1930 și anii 1940.
În 1949, André Weil a formulat conjecturile lui Weil despre funcțiile zeta locale ale varietăților algebrice peste corpuri finite. Aceste conjecturi au oferit un cadru între geometria algebrică și teoria numerelor care l-au propulsat pe Alexander Grothendieck să reformeze fundațiile folosind teoria fasciculelor (împreună cu Jean-Pierre Serre) și teoria schemelor mai târziu, în anii 1950 și 1960. Bernard Dwork a demonstrat una dintre cele patru conjecturi ale lui Weil (raționalitatea funcției zeta locale) în 1960. Grothendieck a dezvoltat teoria coomologiei étale pentru a demonstra două dintre conjecturile lui Weil (împreună cu Michael Artin și Jean-Louis Verdier) până în 1965. Ultima dintre conjecturile lui Weil (un analog al ipotezei lui Riemann) a fost în cele din urmă demonstrată în 1974 de Pierre Deligne.

### A doua jumătate a secolului al XX-lea: dezvoltări în modularitate, metode p-adice și altele
Între 1956 și 1957, Yutaka Taniyama și Goro Shimura au formulat conjectura Taniyama-Shimura (cunoscută acum ca teorema de modularitate) care leagă curbele eliptice de formele modulare. Această conexiune a dus în cele din urmă la prima demonstrație a ultimei teoreme a lui Fermat din teoria numerelor prin tehnici de geometrie algebrică de ridicare a modularității dezvoltate de Andrew Wiles în 1995.
În anii 1960, Goro Shimura a introdus varietățile Shimura ca generalizări ale curbelor modulare. Începând cu 1979, varietățile Shimura au jucat un rol crucial în programul Langlands ca un tărâm natural de exemple pentru testarea conjecturilor.
În articole din 1977 și 1978, Barry Mazur a demonstrat conjectura de torsiune, oferind o listă completă a subgrupuri de torsiune posibile ale curbelor eliptice peste numerele raționale. Prima demonstrație a acestei teoreme a lui Mazur a depins de o analiză completă a punctelor raționale de pe anumite curbe modulare. În 1996 demonstrația conjecturii de torsiune a fost extinsă la toate corpurile de numere algebrice de către Loïc Merel.
În 1983, Gerd Faltings a demonstrat conjectura lui Mordell, demonstrând că o curbă de gen mai mare decât 1 are doar un număr finit de puncte raționale (unde teorema Mordell-Weil demonstrează doar finit generarea mulțimii de puncte raționale, în contrast cu finititudinea).
În 2001, demonstrarea conjecturilor Langlands locale pentru GLn s-a bazat pe geometria anumitor varietăți Shimura.
În anii 2010, Peter Scholze a dezvoltat spațiile perfectoide și noi teorii de coomologie în geometria aritmetică peste corpuri p-adice cu aplicații în reprezentările Galois și anumite cazuri ale conjecturii greutate-monodromie.